# Пъблик Енеми
Пъблик Енеми (на английски: Public Enemy), също известни като P.E., е влиятелна хип-хоп група от Лонг Айлънд, Ню Йорк, известни с техните текстове на политическа тематика и критика към американските медии.
През 2004 година списанието „Ролинг Стоун“ класира „Пъблик Енеми“ под номер 44 в класацията „100-те най-велики артисти на всички времена“
Техният дебютен албум „Yo! Bum Rush The Show“ излиза през 1987 година. Групата издава албума „It Takes a Nation of Millions to Hold Us Back“ през 1988 година, който се представя по-добре в класациите в сравнение с първия албум и включва хит сингъла „Don't Believe The Hype“ заедно с „Black Steel in the Hour of Chaos“
През 1990 година групата издава третия си албум „Fear of a Black Planet“, който съдържа доста песни с политически текстове. Този албум е най-успешният албум на Пъблик Енеми.
Следващият им албум от 1991 година „Apocalypse '91...The Enemy Strikes Black“ продължава със същата тенденция, както останалите албуми с песни като „Can't Truss It“ и „I Don't Wanna be Called Yo Niga.“ Албумът включва и много дискутираната песен By the Time I Get to Arizona.
Името „Пъблик Енеми“ е също името на две рок против комунизма групи в Англия през 1980-те. Втората група е формирана в 1986 от музиканта и неонацист Пол Бърнли, как реакция против хип-хоп групата.

## Дискография
- - 1987: Yo! Bum Rush the Show
  - 1988: It Takes a Nation of Millions to Hold Us Back
  - 1990: Fear of a Black Planet
  - 1991: Apocalypse 91... The Enemy Strikes Black
  - 1994: Muse Sick-n-Hour Mess Age
  - 1998: He Got Game
  - 1999: There's a Poison Goin' On
  - 2002: Revolverlution
  - 2005: New Whirl Odor
  - 2006: Rebirth of a Nation (with Paris)
  - 2007: How You Sell Soul to a Soulless People Who Sold Their Soul?
  - 2012: Most of My Heroes Still Don't Appear on No Stamp
  - 2012: The Evil Empire of Everything
  - 2015: Man Plans God Laughs